# Igriš-Halam
Igriš-Halam war Herrscher von Ebla. Er ist der erste der Könige, die im großen Archiv von Ebla dokumentiert sind. Er wurde für einen Zeitraum von sieben Jahren gewählt, was von den folgenden Königen so beibehalten wurde. Er regierte um 2.500 v. Chr., was jedoch nicht näher bestimmt werden kann.